# Grades de l'armée polonaise
Cet article donne les grades en vigueur dans les Forces armées polonaises.

## Armée de terre(Polonais:Wojska Lądowe)

### Officiers de l'Armée de terre polonaise
| Code OTAN          | OF-10              | OF-9    | OF-8          | OF-7            | OF-6            | OF-5      | OF-4         | OF-3  | OF-2    | OF-1      | OF-1         | OF(D)            | Élève-officier |
| ------------------ | ------------------ | ------- | ------------- | --------------- | --------------- | --------- | ------------ | ----- | ------- | --------- | ------------ | ---------------- | -------------- |
| Pologne (modifier) |                    |         |               |                 |                 |           |              |       |         |           |              | pas d'équivalent | Various        |
| Pologne (modifier) | Marszałek Polski 1 | Generał | Generał broni | Generał dywizji | Generał brygady | Pułkownik | Podpułkownik | Major | Kapitan | Porucznik | Podporucznik | pas d'équivalent | Podchorąży     |

### Sous-officiers et hommes du rang de l'Armée de terre polonaise
| Code OTAN                | OR-9                     | OR-9                     | OR-9            | OR-9            | OR-9            | OR-9    | OR-8    | OR-8            | OR-7            | OR-7             | OR-6             | OR-6             | OR-6             | OR-6             | OR-6             | OR-6     | OR-5     | OR-5     | OR-5     | OR-5     | OR-5     | OR-5      | OR-4           | OR-4   | OR-3   | OR-3              | OR-2              | OR-2              | OR-2              | OR-2              | OR-2              | OR-2      | OR-1 | OR-1 |
| ------------------------ | ------------------------ | ------------------------ | --------------- | --------------- | --------------- | ------- | ------- | --------------- | --------------- | ---------------- | ---------------- | ---------------- | ---------------- | ---------------- | ---------------- | -------- | -------- | -------- | -------- | -------- | -------- | --------- | -------------- | ------ | ------ | ----------------- | ----------------- | ----------------- | ----------------- | ----------------- | ----------------- | --------- | ---- | ---- |
| Pologne (modifier)       |                          |                          |                 |                 |                 |         |         |                 |                 |                  |                  |                  |                  |                  |                  |          |          |          |          |          |          |           |                |        |        |                   |                   |                   |                   |                   |                   |           |      |      |
|                          |                          |                          |                 |                 |                 |         |         |                 |                 |                  |                  |                  |                  |                  |                  |          |          |          |          |          |          |           |                |        |        |                   |                   |                   |                   |                   |                   |           |      |      |
| Starszy chorąży sztabowy | Starszy chorąży sztabowy | Starszy chorąży sztabowy | Starszy chorąży | Starszy chorąży | Starszy chorąży | Chorąży | Chorąży | Młodszy chorąży | Młodszy chorąży | Starszy sierżant | Starszy sierżant | Starszy sierżant | Starszy sierżant | Starszy sierżant | Starszy sierżant | Sierżant | Sierżant | Sierżant | Sierżant | Sierżant | Sierżant | Plutonowy | Starszy kapral | Kapral | Kapral | Starszy szeregowy | Starszy szeregowy | Starszy szeregowy | Starszy szeregowy | Starszy szeregowy | Starszy szeregowy | Szeregowy |      |      |

## Marine(Polonais:Marynarka Wojenna)

### Officiers de la Marine polonaise
| Code OTAN          | OF-10            | OF-9    | OF-8          | OF-7        | OF-6         | OF-5     | OF-4               | OF-3                  | OF-2              | OF-1                | OF-1                   | OF(D)            | Élève-officier |
| ------------------ | ---------------- | ------- | ------------- | ----------- | ------------ | -------- | ------------------ | --------------------- | ----------------- | ------------------- | ---------------------- | ---------------- | -------------- |
| Pologne (modifier) |                  |         |               |             |              |          |                    |                       |                   |                     |                        | pas d'équivalent | various        |
| Pologne (modifier) | Marszałek Polski | Admirał | Admirał floty | Wiceadmirał | Kontradmirał | Komandor | Komandor porucznik | Komandor podporucznik | Kapitan marynarki | Porucznik marynarki | Podporucznik marynarki | pas d'équivalent | Podchorąży     |

### Sous-officiers et marins  de la Marine polonaise
| Code OTAN                          | OR-9                               | OR-9                               | OR-9                      | OR-9                      | OR-9                      | OR-9              | OR-8              | OR-8                      | OR-7                      | OR-7           | OR-6           | OR-6           | OR-6           | OR-6           | OR-6           | OR-6   | OR-5   | OR-5   | OR-5      | OR-4        | OR-4 | OR-3 | OR-3             | OR-2             | OR-2     | OR-1     | OR-1     | OR-1 |
| ---------------------------------- | ---------------------------------- | ---------------------------------- | ------------------------- | ------------------------- | ------------------------- | ----------------- | ----------------- | ------------------------- | ------------------------- | -------------- | -------------- | -------------- | -------------- | -------------- | -------------- | ------ | ------ | ------ | --------- | ----------- | ---- | ---- | ---------------- | ---------------- | -------- | -------- | -------- | ---- |
| Pologne (modifier)                 |                                    |                                    |                           |                           |                           |                   |                   |                           |                           |                |                |                |                |                |                |        |        |        |           |             |      |      |                  |                  |          |          |          |      |
| Starszy chorąży sztabowy marynarki | Starszy chorąży sztabowy marynarki | Starszy chorąży sztabowy marynarki | Starszy chorąży marynarki | Starszy chorąży marynarki | Starszy chorąży marynarki | Chorąży marynarki | Chorąży marynarki | Młodszy chorąży marynarki | Młodszy chorąży marynarki | Starszy bosman | Starszy bosman | Starszy bosman | Starszy bosman | Starszy bosman | Starszy bosman | Bosman | Bosman | Bosman | Bosmanmat | Starszy mat | Mat  | Mat  | Starszy marynarz | Starszy marynarz | Marynarz | Marynarz | Marynarz |      |

## Armée de l'air(Polonais:Siły Powietrzne)

### Officiers de l'Armée de l'air polonaise
| Code OTAN          | OF-10              | OF-9    | OF-8          | OF-7            | OF-6            | OF-5      | OF-4         | OF-3  | OF-2    | OF-1      | OF-1         | OF(D)            | Élève-officier |
| ------------------ | ------------------ | ------- | ------------- | --------------- | --------------- | --------- | ------------ | ----- | ------- | --------- | ------------ | ---------------- | -------------- |
| Pologne (modifier) |                    |         |               |                 |                 |           |              |       |         |           |              | pas d'équivalent | Divers         |
| Pologne (modifier) | Marszałek Polski 1 | Generał | Generał broni | Generał dywizji | Generał brygady | Pułkownik | Podpułkownik | Major | Kapitan | Porucznik | Podporucznik | pas d'équivalent | Podchorąży     |

### Sous-officiers et hommes du rang de l'Armée de l'air polonaise
| Code OTAN                | OR-9                     | OR-9                     | OR-9            | OR-9            | OR-9            | OR-9    | OR-8    | OR-8            | OR-7            | OR-7             | OR-6             | OR-6             | OR-6             | OR-6             | OR-6             | OR-6     | OR-5     | OR-5     | OR-5     | OR-5     | OR-5     | OR-5      | OR-4           | OR-4   | OR-3   | OR-3              | OR-2              | OR-2              | OR-2              | OR-2              | OR-2              | OR-2      | OR-1 |
| ------------------------ | ------------------------ | ------------------------ | --------------- | --------------- | --------------- | ------- | ------- | --------------- | --------------- | ---------------- | ---------------- | ---------------- | ---------------- | ---------------- | ---------------- | -------- | -------- | -------- | -------- | -------- | -------- | --------- | -------------- | ------ | ------ | ----------------- | ----------------- | ----------------- | ----------------- | ----------------- | ----------------- | --------- | ---- |
| Pologne (modifier)       |                          |                          |                 |                 |                 |         |         |                 |                 |                  |                  |                  |                  |                  |                  |          |          |          |          |          |          |           |                |        |        |                   |                   |                   |                   |                   |                   |           |      |
|                          |                          |                          |                 |                 |                 |         |         |                 |                 |                  |                  |                  |                  |                  |                  |          |          |          |          |          |          |           |                |        |        |                   |                   |                   |                   |                   |                   |           |      |
| Starszy chorąży sztabowy | Starszy chorąży sztabowy | Starszy chorąży sztabowy | Starszy chorąży | Starszy chorąży | Starszy chorąży | Chorąży | Chorąży | Młodszy chorąży | Młodszy chorąży | Starszy sierżant | Starszy sierżant | Starszy sierżant | Starszy sierżant | Starszy sierżant | Starszy sierżant | Sierżant | Sierżant | Sierżant | Sierżant | Sierżant | Sierżant | Plutonowy | Starszy kapral | Kapral | Kapral | Starszy szeregowy | Starszy szeregowy | Starszy szeregowy | Starszy szeregowy | Starszy szeregowy | Starszy szeregowy | Szeregowy |      |